# Gershon Galil
Gershon Galil är professor i mellanösternhistoria under antiken, vid Haifas universitet i Israel. Han tog doktorsexamen 1983 vid Hebreiska universitetet i Jerusalem på en avhandling om de antika judiska kungarnas kronologi. Avhandlingen publicerades 1996 hos Brill i Leiden.
Galil forskar kring historiska företeelser gällande det judiska folket under bibliska tider, historia och kultur kring antika östern och historisk geografi om Israel i bibliska tider.